# 연세대학교 아펜젤러관
연세대학교 아펜젤러관(延世大學校 Appengeller館)은 대한민국의 대학 연세대학교 부지 내의 건물이다. 이 건물은 1924년에 준공된 옛 연희전문학교(현재 연세대학교)의 건물로, 대한민국의 사적 제277호이다.

## 역사
아펜젤러관은 호러스 그랜트 언더우드(영어: Horace Grant Underwood, 한국어: 원두우(元杜尤), 1859년 ~ 1916년)와 함께 내한한 미국 북감리교 선교사 헨리 아펜젤러(영어: Henry Gerhard Appenzeller, 1858년 ~ 1902년)를 기념하기 위하여 명명되었다. 아펜젤러는 대한민국에 온 최초의 감리교 선교사로서 최초의 근대사학인 배재학당을 설립하는 등 교육과 선교사업에 많은 업적을 남겼다. 건물공사비는 미국 매사추세츠주 피츠필드 시에 있는 제일감리교회(First Methodist Church)의 기부금으로 충당하였다고 하는데, 미국 감리교계에서 지원된 것이다.
아펜젤러관은 이학관(理學館)으로 연희전문캠퍼스에서 두 번째로 건립된 석조 건물로, 1921년 10월에 착공되어 1924년 가을에 준공되었다. 현재는 사회복지대학원으로 사용되고 있다. 설계자는 헨리 머피(Henry Killian Murphy)이며, 공사 감독관은 화학과 교수인 밀러(E. H. Miller)였다.
이 건물은 지상 2층, 지하 1층, 건축면적 425m2(128.56평)의 규모로, 맞은편에 있는 스팀슨관과 유사한 규모와 형태이다. 내부 공간은 엄격히 좌우 대칭이며 중복도형(中複道形)이다. 정면 중앙의 출입구는 튜더 아치(Tudor arch)이다. 창 테두리들은 다듬은 화강석으로 마감하였다. 지붕은 박공지붕이며, 슬레이트 마감이다. 다만 정면 중앙 출입구는 1층 높이에 페디먼트(pediment)를 설치하였고, 정면 양측에 베이 윈도(bay window) 형태의 매스를 붙였다.

## 같이 보기
- 연세대학교
- 연세대학교 스팀슨관
- 연세대학교 언더우드관